# Bo-ra! Deborah
Bo-ra! Deborah  (en hangul, 보라! 데보라; romanización revisada del coreano: Bo-ra! Debora) es una serie de televisión surcoreana dirigida por Lee Tae-gon y Seo Min-jeong, y protagonizada por Yoo In-na, Yoon Hyun-min, Joo Sang-wook, Hwang Chan-sung y Park So-jin. Se emitió por el canal ENA desde el 12 de abril hasta el 25 de mayo de 2023, los miércoles y jueves a las 21:00 (hora local coreana). También está disponible en la plataforma de contenidos audiovisuales Amazon Prime Video en algunas regiones del mundo.

## Sinopsis
Una preparadora de citas amorosas de alto nivel, que ha escrito incluso un libro de gran éxito sobre el tema, y un hombre con grandes dificultades para enamorarse, comienzan una relación, en la que ella se tropieza con dificultades inesperadas.

## Reparto

### Principal
- Yoo In-na como Yeon Bo-ra/Deborah, una persona influyente en las citas y relaciones para las mujeres, y autora estrella que tiene una novela romántica superventas.[1][5][6]
- Yoon Hyun-min como Lee Soo-hyuk, un planificador editorial quisquilloso pero encantador que está disgustado con Bo-ra, pero comienza a cambiar cuando inesperadamente se enreda con ella.[1][7]
- Joo Sang-wook como Han Sang-jin, el mejor amigo y socio comercial de Soo-hyuk, representante de la editorial de libros Jinri Book Publishing.[1][7]
- Hwang Chan-sung como Noh Joo-wan, propietario de una franquicia de pollo. Ha tenido una relación de tres años con Bo-ra.[8][9]
- Park So-jin como Lee Yoo-jeong, la mejor amiga de Bo-ra, trabaja en una revista de estilo de vida.[10][11]

### Secundario
- Koo Jun-hoe como Yang Jin-ho, un veinteañero bueno en los deportes, el canto y la cocina, aunque no tiene nada de lo que se pueda decir que sea excepcionalmente talentoso o que quiera hacer.[12][13]
- Kim Ye-ji como Yeon Bo-mi, la hermana menor de Bo-ra.[14][15]
- Lee Sang-woon como Yang Jin-woo, el marido de Yoo-jeong, dueño de un bar.[16]
- Park Ri-won como Da-mi.[17]
- Song Min-ji como Su-jin, la exmujer de Sang-jin, que es editora jefe de una revista de moda.[18]
- Kim Ji-an como Yu-ri, la novia de Soo-hyuk, guionista de radio.[19]
- Hong Hwa-yeon como Bang Woo-ri, asistente de oficina en Jinri.[20][21]

### Apariciones especiales
- Ryu Abel como Eun-ju, amiga de Deborah que está a punto de casarse (ep. 11).[22][23]

## Producción
En la serie debuta como actor el cantante Koo Jun-hoe, miembro del grupo iKON. La guionista Ah Kyung y el director Lee Tae-gon colaboraron también en la serie de 2021 Un amor loco. El rodaje comenzó en el verano de 2022.
El 19 de febrero de 2023 ENA presentó la serie con un breve vídeo a cargo de Yoo In-na. El 7 de marzo de 2023 se publicaron dos carteles de la serie con una doble imagen de la protagonista. Al día siguiente se lanzó el primer tráiler.

## Audiencia
| Episodio | Fecha de emisión    | Índice de audiencia (Nielsen Korea) | Índice de audiencia (Nielsen Korea) |
| Episodio | Fecha de emisión    | Nacional                            | Seúl                                |
| --- | ------------------- | ----------------------------------- | ----------------------------------- |
| 1 | 12 de abril de 2023 | 0,665 % (43.ª)                      | ND                                  |
| 2 | 13 de abril de 2023 | 0,647 % (36.ª)                      | ND                                  |
| 3 | 19 de abril de 2023 | 0,769 % (27.ª)                      | ND                                  |
| 4 | 20 de abril de 2023 | 0,846 % (20.ª)                      | ND                                  |
| 5 | 26 de abril de 2023 | 1,118 % (8.ª)                       | 1,583 % (4.ª)                       |
| 6 | 27 de abril de 2023 | 0,946 % (16.ª)                      | 1,183 % (9.ª)                       |
| 7 | 3 de mayo de 2023   | 0,987 % (13.ª)                      | 1,399 % (6.ª)                       |
| 8 | 4 de mayo de 2023   | 1,194 % (10.ª)                      | 1,55 % (6.ª)                        |
| 9 | 10 de mayo de 2023  | 0,687 % (32.ª)                      | ND                                  |
| 10 | 11 de mayo de 2023  | 1,008 % (12.ª)                      | 1,09 % (8.ª)                        |
| 11 | 17 de mayo de 2023  | 0,748 % (28.ª)                      | ND                                  |
| 12 | 18 de mayo de 2023  | 0,886 % (16.ª)                      | ND                                  |
| 13 | 24 de mayo de 2023  | 0.870% (13.ª)                       | 0,897 % (10.ª)                      |
| 14 | 25 de mayo de 2023  | 0,964 % (19.ª)                      | ND                                  |
| Promedio | Promedio            | 0,881 %                             | —                                   |
| - En la tabla superior, en azul aparecen los índices más bajos, y en rojo los más altos. - ND indica que se carece de datos para el episodio correspondiente. - Este drama se emitió en un canal de cable / televisión de pago que normalmente tiene una audiencia relativamente menor en comparación con las emisoras públicas o de televisión en abierto (KBS, SBS, MBC y EBS). |                     |                                     |                                     |